# أنور العسكري
أنور العسكري (10 يناير 1934 - 1 يونيو 1982) هو مغني شعبي مصري.

## حياته
ولد أنور العسكرى في 10 يناير 1934 في حي الدرب الأحمر بالقاهرة، وبدأ حياته الفنية في فترة خدمته العسكرية، إذ كان يتطوع بالغناء في الأفراح والمناسبات الاجتماعية، وكان يطلق عليه حينها "أنور العسكري" نظرًا لغنائه بملابسه العسكرية.
بعد انتهاء خدمته العسكرية، افتتح أنور العسكرى محل مكواة وظل يمارس هواية الغناء في الأفراح والمناسبات الاجتماعية، حتى اكتشفه المخرج المسرحي فايز حلاوة، وقدم له الفرصة الأولى في مسرحية "قهوة التوتة" عام 1968.

## مسيرته
بعد نجاحه في مسرحية قهوة التوتة، قدم العسكرى مسرحيات عدة أخرى، منها المتزوجون وسكر بنات و"الاستعراضية" و"السكرية"، كما قدم العديد من المسلسلات التلفزيونية، منها السيرة الهلالية وهالة والدراويش.
قدم العسكرى على الصعيد الغنائي العديد من الأغاني الناجحة، منها "يا دنيا يا دنيا" و"يا حبيبي يا مسافر" و"يا حبيبي يا مسجون" و"الدنيا بخير" و"يا معلم الصبر" و"أنا كنت غاوي" و"يا زمن يا زمن".

## أشهر تلاميذه
تأثر العديد من نجوم الفن الشعبى بفنه، ومن أشهر تلاميذه:
- حكيم
- عبد الباسط حمودة
- محمود الليثي
- شعبان عبد الرحيم

## تأثيره في الفن الشعبى المصري
ترك العسكرى بصمة واضحة في الفن الشعبى المصري، إذ استطاع أن يجمع بين الأسلوب القديم والحديث في الغناء الشعبي، كما أنه كان صاحب مدرسة خاصة في الغناء الشعبي، تتميز بالقوة والأداء التلقائي.
وكان لفن أنور العسكرى تأثير كبير على العديد من نجوم الفن الشعبي، الذين تأثروا بأسلوبه المميز في الغناء

## أغانيه
يا دنيا يا دنيا
يا حبيبي يا مسافر
يا حبيبي يا مسجون
الدنيا بخير
يا معلم الصبر
أنا كنت غاوي
يا زمن يا زمن

## وفاته
توفى الفنان أنور العسكرى في 28 سبتمبر 1982 عن عمر ناهز 48 عامًا، بعد صراع طويل مع المرض.